# N.E.C. in het seizoen 2013/14
Dit is een pagina met diverse statistieken van de Nederlandse voetbalclub N.E.C. uit het seizoen 2013/14. N.E.C. nam deel aan de Eredivisie en aan de KNVB beker.
In het begin van het seizoen liep het nog niet soepel met de ploeg. Na de 3e competitiewedstrijd, waarin thuis met 1-5 werd verloren van PEC Zwolle, werd trainer Alex Pastoor ontslagen als gevolg van langdurige tegenvallende resultaten. Twee wedstrijden later tegen NAC Breda zat de nieuwe trainer Anton Janssen voor het eerst op de bank. Hierna begon de club de punten langzamerhand binnen te halen. Ze kwamen echter nog te kort om uit de onderste regionen van de Eredivisie te komen. Na 18 wedstrijden staat de club dan ook op de 18e plaats met 15 punten. De club bleef in de onderste regionen en op de laatste speeldag van de Eredivisie werd middels een gelijkspel bij Ajax de nacompetitie gehaald. In de eerste ronde daarvan bleek Sparta Rotterdam in twee wedstrijden te sterk waardoor N.E.C. na een verblijf van twintig jaar naar de Eerste divisie degradeerde. N.E.C kreeg in elke wedstrijd een doelpunt tegen
In de KNVB Beker ging het beter. In de 2e ronde werden in Harkema, de Harkemase Boys met 0-8 verslagen. De twee volgende bekerwedstrijden, respectievelijk uit bij FC Eindhoven en FC Groningen, werden beide met 0-1 gewonnen. Door dat resultaat staat N.E.C. na de winterstop in de kwartfinale van de beker. N.E.C. bereikte de halve finale waarin het uitgeschakeld werd door PEC Zwolle.
Rens van Eijden won het 'speler van het jaar' klassement. Het beloftenteam Jong N.E.C./FC Oss werd zesde in de Beloften Eredivisie A.

## Selectie
| Nr. |                     | Naam                 | Positie      | Seizoen | Contract tot |
| --- | ------------------- | -------------------- | ------------ | ------- | ------------ |
| 1   | Vlag van Zweden     | Kalle Johnsson       | Doelman      | 2e      | 30 juni 2016 |
| 3   | Vlag van Nederland  | Rens van Eijden      | Verdediger   | 5e      | 30 juni 2016 |
| 4   | Vlag van Denemarken | Lasse Nielsen        | Verdediger   | 1e      | 30 juni 2017 |
| 5   | Vlag van Duitsland  | Tobias Haitz         | Verdediger   | 1e      | 30 juni 2015 |
| 6   | Vlag van IJsland    | Victor Pálsson       | Middenvelder | 2e      | 30 juni 2016 |
| 7   | Vlag van Duitsland  | Christoph Hemlein    | Aanvaller    | 1e      | 30 juni 2016 |
| 8   | Vlag van Nederland  | Ryan Koolwijk        | Middenvelder | 3e      | 30 juni 2014 |
| 9   | Vlag van Engeland   | Michael Higdon       | Aanvaller    | 1e      | 30 juni 2015 |
| 10  | Vlag van Nederland  | Navarone Foor        | Middenvelder | 3e      | 30 juni 2016 |
| 11  | Vlag van Denemarken | Søren Rieks          | Middenvelder | 2e      | 30 juni 2015 |
| 14  | Vlag van Denemarken | Kevin Conboy         | Verdediger   | 3e      | 30 juni 2015 |
| 15  | Vlag van Duitsland  | Marcel Stutter       | Middenvelder | 2e      | 30 juni 2014 |
| 16  | Vlag van Iran       | Alireza Jahanbakhsh  | Aanvaller    | 1e      | 30 juni 2016 |
| 18  | Vlag van Nederland  | Danzell Gravenberch  | Verdediger   | 1e      | 30 juni 2014 |
| 19  | Vlag van België     | Marnick Vermijl      | Verdediger   | 1e      | 30 juni 2014 |
| 21  | Vlag van Nederland  | Daan Disveld         | Verdediger   | 2e      | 30 juni 2015 |
| 22  | Vlag van Nederland  | Dennis Gentenaar     | Doelman      | 11e     | 30 juni 2014 |
| 23  | Vlag van Slowakije  | Samuel Štefánik      | Middenvelder | 1e      | 30 juni 2016 |
| 25  | Vlag van Nederland  | Hans Mulder          | Middenvelder | 1e      | 30 juni 2015 |
| 26  | Vlag van Nederland  | Joshua Smits         | Doelman      | 3e      | 30 juni 2014 |
| 27  | Vlag van België     | Seydina Diarra       | Middenvelder | 1e      | 30 juni 2015 |
| 28  | Vlag van Oostenrijk | Jakob Jantscher      | Aanvaller    | 1e      | 30 juni 2015 |
| 37  | Vlag van Nederland  | Jeffrey Leiwakabessy | Verdediger   | 9e      | 30 juni 2014 |
| 39  | Vlag van Nederland  | Geoffrey Castillion  | Aanvaller    | 1e      | 30 juni 2014 |

## Transfers

### Aangetrokken
| Nat.                | Naam                 | Van                            | Type          | Contract tot | Transfersom  | Periode     |
| ------------------- | -------------------- | ------------------------------ | ------------- | ------------ | ------------ | ----------- |
| Vlag van Nederland  | Joshua Smits         | FC Oss                         | Einde verhuur | 2015         | n.v.t.       | Zomer       |
| Vlag van Duitsland  | Christoph Hemlein    | VfB Stuttgart                  | Transfer      | 2016         | Transfervrij | Zomer       |
| Vlag van Nederland  | Dennis Gentenaar     | Almere City FC                 | Transfer      | 2014         | n.v.t.       | Zomer       |
| Vlag van Iran       | Alireza Jahanbakhsh  | SC Damash                      | Transfer      | 2016         | n.n.b.       | Zomer       |
| Vlag van Duitsland  | Tobias Haitz         | Bayer Leverkusen               | Transfer      | 2015         | n.v.t.       | Zomer       |
| Vlag van België     | Seydina Diarra       | RSC Anderlecht                 | Transfer      | 2015         | n.v.t.       | Zomer       |
| Vlag van Engeland   | Michael Higdon       | Motherwell                     | Transfer      | 2015         | n.v.t.       | Zomer       |
| Vlag van Nederland  | Cihat Çelik          | Voetbal Academie N.E.C./FC Oss | n.v.t.        | 2014         | n.v.t.       | Zomer       |
| Vlag van Nederland  | Vincent van Beek     | Voetbal Academie N.E.C./FC Oss | n.v.t.        | 2014         | n.v.t.       | Zomer       |
| Vlag van IJsland    | Adam Arnarson        | Voetbal Academie N.E.C./FC Oss | n.v.t.        | 2015         | n.v.t.       | Zomer       |
| Vlag van IJsland    | Daði Bergsson        | Voetbal Academie N.E.C./FC Oss | n.v.t.        | 2015         | n.v.t.       | Zomer       |
| Vlag van België     | Marnick Vermijl      | Manchester United FC           | Huur          | 2014         | n.v.t.       | Zomer       |
| Vlag van Oostenrijk | Jakob Jantscher      | Red Bull Salzburg              | Transfer      | 2015         | n.n.b.       | Zomer       |
| Vlag van Slowakije  | Samuel Štefánik      | AS Trenčín                     | Transfer      | 2016         | n.n.b.       | Zomer       |
| Vlag van Nederland  | Jeffrey Leiwakabessy | geen club                      | n.v.t.        | 2014         | n.v.t.       | Tussentijds |
| Vlag van Nederland  | Hans Mulder          | geen club                      | n.v.t.        | 2015         | n.v.t.       | Tussentijds |
| Vlag van Nederland  | Geoffrey Castillion  | Ajax                           | Huur          | 2014         | n.v.t.       | Winter      |
| Vlag van Nederland  | Danzell Gravenberch  | Ajax                           | Huur          | 2014.        | n.v.t.       | Winter      |
| Vlag van Denemarken | Lasse Nielsen        | AaB Aalborg                    | Transfer      | 2017         | 300.000      | Winter      |

### Vertrokken
| Nat.               | Naam                    | Naar                           | Type                         | Transfersom | Periode |
| ------------------ | ----------------------- | ------------------------------ | ---------------------------- | ----------- | ------- |
| Vlag van Hongarije | Gábor Babos             | NAC Breda                      | Einde contract               | n.v.t.      | Zomer   |
| Vlag van Nederland | Danny van den Meiracker | FC Oss                         | Einde contract               | n.v.t.      | Zomer   |
| Vlag van Nederland | Nathaniel Will          | De Graafschap                  | Einde contract               | n.v.t.      | Zomer   |
| Vlag van Nederland | Leroy George            | FK Qarabag                     | Einde contract               | n.v.t.      | Zomer   |
| Vlag van Nederland | Nick van der Velden     | FC Groningen                   | Einde contract               | n.v.t.      | Zomer   |
| Vlag van Frankrijk | Rémy Amieux             | RKC Waalwijk                   | Einde contract               | n.v.t.      | Zomer   |
| Vlag van Nederland | Khalid Sinouh           | Sparta Rotterdam               | Einde contract               | n.v.t.      | Zomer   |
| Vlag van Nederland | Kelle Roos              | RKSV Nuenen                    | Einde contract               | n.v.t.      | Zomer   |
| Vlag van Nederland | Kevin Wattamaleo        | FC Volendam                    | Einde contract               | n.v.t.      | Zomer   |
| Vlag van Nederland | Ruud Boymans            | AZ                             | Einde verhuur                | n.v.t.      | Zomer   |
| Vlag van Nederland | Erik Falkenburg         | AZ                             | Einde verhuur                | n.v.t.      | Zomer   |
| Vlag van Nederland | Stijn de Looijer        | FC Den Bosch                   | Verhuurd                     | n.v.t.      | Zomer   |
| Vlag van Nederland | Melvin Platje           | Neftçi Bakoe                   | Transfer                     | € 200.000,- | Zomer   |
| Vlag van Nederland | Rick ten Voorde         | SC Paderborn 07                | Transfer                     | n.n.b.      | Zomer   |
| Vlag van Zweden    | Admir Bajrović          | Voetbal Academie N.E.C./FC Oss | n.v.t.                       | n.n.b.      | Zomer   |
| Vlag van Nederland | Wesley Deenen           | FC Oss                         | Einde contract, was verhuurd | n.v.t.      | Zomer   |
| Vlag van Nederland | Cayfano Latupeirissa    | JVC Cuijk                      | Einde contract, was verhuurd | n.v.t.      | Zomer   |
| Vlag van Tsjechië  | Pavel Čmovš             | Levski Sofia                   | Transfer                     | n.n.b       | Winter  |
| Vlag van Nederland | Geert Arend Roorda      | Sparta Rotterdam               | Verhuurd                     | n.v.t       | Winter  |
| Vlag van Nederland | Jordy Tutuarima         | FC Oss                         | Verhuurd                     | n.v.t.      | Winter  |
| Vlag van Nederland | Daan Bovenberg          |                                | Contract ontbonden           | n.v.t.      | Winter  |
| Vlag van Nederland | Youri Loen              | FC Dordrecht                   | Verhuurd                     | n.v.t.      | Winter  |
| Vlag van Nederland | Michel Breuer           | Sparta Rotterdam               | Verhuurd                     | n.v.t.      | Winter  |
| Vlag van Nederland | Cihat Çelik             | Voetbal Academie N.E.C./FC Oss | n.v.t.                       | n.v.t.      | Winter  |
| Vlag van Nederland | Vincent van Beek        | Voetbal Academie N.E.C./FC Oss | n.v.t.                       | n.v.t.      | Winter  |
| Vlag van IJsland   | Adam Arnarson           | Voetbal Academie N.E.C./FC Oss | n.v.t.                       | n.v.t.      | Winter  |
| Vlag van IJsland   | Daði Bergsson           | Voetbal Academie N.E.C./FC Oss | n.v.t.                       | n.v.t.      | Winter  |

## Technische staf
| Naam                | Functie                                                                             |
| ------------------- | ----------------------------------------------------------------------------------- |
| Anton Janssen       | Hoofdtrainer (vanaf 27 augustus)                                                    |
| Alex Pastoor        | Hoofdtrainer (tot 19 augustus)                                                      |
| Jack de Gier        | Assistent-trainer (vanaf 27 augustus)                                               |
| Ron de Groot        | Assistent-trainer/trainer beloften. Duo ad-interim hoofdtrainer van 19-27 augustus. |
| Wilfried Brookhuis  | Assistent-trainer/Keeperstrainer Duo ad-interim hoofdtrainer van 19-27 augustus.    |
| Robert Molenaar     | Assistent-trainer (tot 22 augustus)                                                 |
| Peter Uneken        | Trainer NEC/FC Oss A1                                                               |
| Iddo Roscher        | Trainer NEC/FC Oss B1                                                               |
| Mark Vaessen        | Trainer NEC/FC Oss C1                                                               |
| Ulrich Cruden       | Trainer NEC/FC Oss D1                                                               |
| Niels Voet          | Trainer NEC/FC Oss E-TOP                                                            |
| Wessel de Wit       | Keeperstrainer NEC/FC Oss                                                           |
| Robin Kersten       | Keeperstrainer NEC/FC Oss                                                           |
| Nick Kersten        | Hoofd Jeugdscouting                                                                 |
| Han Tijshen         | Conditietrainer/Fysiotherapeut                                                      |
| Sjoerd Jan de Vries | Clubarts                                                                            |
| Ton Spaan           | Teammanager                                                                         |
| Herman Jansen       | Materiaalman                                                                        |

## Uitslagen/Programma Eredivisie

### Thuiswedstrijden N.E.C.
| Tegenstander    | SR. | Datum     | Uitslag |
| --------------- | --- | --------- | ------- |
| ADO Den Haag    | 19  | 19 jan 14 | 3 - 1   |
| Ajax            | 13  | 10 nov 13 | 0 - 3   |
| AZ              | 15  | 01 dec 13 | 3 - 2   |
| SC Cambuur      | 31  | 05 apr 14 | 1 - 1   |
| Feyenoord       | 6   | 15 sep 13 | 3 - 3   |
| Go Ahead Eagles | 21  | 02 feb 14 | 1 - 1   |
| FC Groningen    | 1   | 03 aug 13 | 1 - 4   |
| SC Heerenveen   | 11  | 25 okt 13 | 2 - 1   |
| Heracles Almelo | 30  | 29 maa 14 | 1 - 2   |
| NAC Breda       | 22  | 05 feb 14 | 1 - 1   |
| PEC Zwolle      | 3   | 17 aug 13 | 1 - 5   |
| PSV             | 25  | 22 feb 14 | 0 - 2   |
| RKC Waalwijk    | 4   | 24 aug 13 | 2 - 2   |
| Roda JC         | 17  | 14 dec 13 | 4 - 3   |
| FC Twente       | 33  | 27 apr 14 | 2 - 5   |
| FC Utrecht      | 28  | 16 maa 14 | 2 - 2   |
| Vitesse         | 8   | 29 sep 13 | 2 - 3   |

### Uitwedstrijden N.E.C.
| Tegenstander    | SR. | Datum               | Uitslag |
| --------------- | --- | ------------------- | ------- |
| ADO Den Haag    | 7   | 21 sep 13           | 1 - 1   |
| Ajax            | 34  | 03 mei 14           | 2 - 2   |
| AZ              | 32  | 12 apr 14 13 apr 14 | * 1 - 1 |
| SC Cambuur      | 14  | 23 nov 13           | 2 - 1   |
| Feyenoord       | 23  | 08 feb 14           | 5 - 1   |
| Go Ahead Eagles | 9   | 05 okt 13           | 4 - 3   |
| FC Groningen    | 18  | 22 dec 13           | 5 - 2   |
| SC Heerenveen   | 29  | 22 maa 14           | 2 - 2   |
| Heracles Almelo | 10  | 20 okt 13           | 1 - 1   |
| NAC Breda       | 5   | 30 aug 13           | 1 - 1   |
| PEC Zwolle      | 26  | 01 maa 14           | 3 - 3   |
| PSV             | 2   | 10 aug 13           | 5 - 0   |
| RKC Waalwijk    | 24  | 15 feb 14           | 1 - 3   |
| Roda JC         | 27  | 08 maa 14           | 3 - 1   |
| FC Twente       | 12  | 02 nov 13           | 2 - 2   |
| FC Utrecht      | 16  | 06 dec 13           | 2 - 0   |
| Vitesse         | 20  | 26 jan 14           | 1 - 1   |

Reden andere speeldata: 

* Europese verplichtingen van AZ.

## Wedstrijden

### Oefenwedstrijden
| Datum            | Tijdstip | Thuis           | Uitslag | Uit                   | Doelpuntenmakers                                                              | Bijzonderheden | Locatie                                                 | Opstelling N.E.C. |
| ---------------- | -------- | --------------- | ------- | --------------------- | ----------------------------------------------------------------------------- | --- | ------------------------------------------------------- | --- |
| 29 juni 2013     | 19:00    | SV Juliana '31  | 0-2     | N.E.C.                | 12' Hemlein 0-1, 43' Hemlein 0-2                                              | Jeugdspelers Cihat Celik, Vincent van Beek en Adam Arnarsson deden mee.                                                              | Sportpark De Broeklanden, Malden                        | 1e helft: Kalle Johnsson, Daan Bovenberg, Rens van Eijden, Michel Breuer, Kevin Conboy, Victor Palsson, Navarone Foor, Ryan Koolwijk, Sören Rieks, Cihat Celik, Christoph Hemlein. 2e helft: Joshua Smits, Daan Disveld, Pavel Cmovs, Tobias Haitz, Jeffrey Leiwakabessy, Vincent van Beek, Geert Arend Roorda, Yoeri Loen, Marcel Stutter, Jordy Tutuarima, Adam Arnarsson.                                    |
| 2 juli 2013      | 19:00    | Quick 1888      | 0-5     | N.E.C.                | 36' Foor 0-1, 40' Foor 0-2, 41' Tutuarima 0-3, 43' Foor 0-4, 67' Loen 0-5     | Jeugdspelers Cihat Celik en Dadi Bergsson deden mee. Filip Orsula en Rafael Uiterloo op proef.                                       | Sportpark De Dennen, Nijmegen                           | 1e helft: Kalle Johnsson, Daan Bovenberg, Pavel Cmovs, Rens van Eijden, Kevin Conboy (26' Leiwakabessy), Victor Palsson, Navarone Foor, Ryan Koolwijk, Filip Orsula, Jordy Tutuarima, Christoph Hemlein. 2e helft: Joshua Smits, Daan Disveld, Dadi Bergsson, Tobias Haitz, Jeffrey Leiwakabessy, Seydina Diarra, Marcel Stutter, Youri Loen, Rafael Uiterloo, Geert Arend Roorda, Cihat Celik.                 |
| 4 juli 2013      | 19:00    | SV Leones       | 0-5     | N.E.C.                | Foor 0-1, Foor 0-2, Celik 0-3, Koolwijk 0-4, Roorda 0-5                       | Jeugdspelers Cihat Celik, Adam Arnarson en Dadi Bergsson deden mee. Filip Orsula en Rafael Uiterloo op proef. Loen miste strafschop. | Sportcomplex Het Zijvond, Beneden-Leeuwen               | 1e helft: Kalle Johnsson, Daan Bovenberg, Rens van Eijden, Michel Breuer, Jeffrey Leiwakabessy, Victor Palsson, Navarone Foor, Ryan Koolwijk, Christoph Hemlein, Cihat Celik, Rafael Uiterloo (Sören Rieks). 2e helft: Joshua Smits, Adam Arnarson, Pavel Cmovs, Geert Arend Roorda, Tobias Haitz, Marcel Stutter (65’ Daan Disveld), Seydina Diarra, Youri Loen, Dadi Bergsson, Filip Orsula, Jordy Tutuarima. |
| 6 juli 2013      | 19:00    | RKVV Volharding | 1-7     | N.E.C.                | 0-1 Foor, 0-2 Breuer, 0-3 Loen, 1-4 Celik, 1-5 Celik, 1-6 Tutuarima, 1-7 Loen | Jeugdspelers Cihat Celik, Vincent van Beek en Dadi Bergsson deden mee. Filip Orsula en Rafael Uiterloo op proef.                     | Sportpark Soetendaal, Vierlingsbeek                     | 1e helft: Johnsson; Bovenberg, Van Eijden, Breuer, Leiwakabessy; Pálsson, Foor, Koolwijk (Loen); Hemlein, Ursola, Uiterloo. 2e helft: Smits; Disveld (Orsula), Cmovs, Haitz, Van Beek; Loen, Diarra, Roorda: Bergsson, Celik, Tutuarima. |
| 9 juli 2013      | 19:00    | N.E.C.          | 1-0     | Fortuna Düsseldorf II | 1-0 Pálsson                                                                   | | Sportpark De Westeneng, Garderen                        | Johnsson (60' Smits), Bovenberg (60' Arnarson), van Eijden (60' Cmovs), Breuer (60' Roorda), Leiwakabessy, Pálsson (60' Stutter), Koolwijk (60' Loen), Foor (60' Van Beek), Hemlein (60' Diarra), Celik (60' Bergsson), Tutuarima. |
| 12 juli 2013     | 19:00    | PEC Zwolle      | 1-0     | N.E.C.                |                                                                               | | Sportpark De Westeneng, Garderen                        | Johnsson; Bovenberg, Van Eijden, Breuer, Leiwakabessy (80’ Cmovs); Pálsson, Diarra (70’ Roorda), Koolwijk (54’ Loen); Hemlein (70’ Bergsson), Celik (59’ Higdon), Tutuarima |
| 16 juli 2013     | 19:00    | N.E.C.          | 0-2     | Real Mallorca         |                                                                               | Foor mist penalty | Sportpark Zuid, Groesbeek                               | Johnsson; Bovenberg; van Eijden, Breuer; Leiwakabessy; Palsson; Loen; Foor; Hemlein; Higdon; Tutuarima |
| 20 juli 2013     | 19:00    | N.E.C.          | 2-0     | Sivasspor             | '4 1-0 Çelik, '45 2-0 Hemlein                                                 | | Sportpark Zuid, Groesbeek                               | Johnsson; Breuer, Van Eijden, Cmovs, Leiwakabessy (79’ Rieks); Pálsson, Foor (86’ Tutuarima), Loen (79’ Roorda); Hemlein (65’ Bergsson), Higdon, Celik (65’ Conboy). |
| 28 juli 2013     | 14:30    | N.E.C.          | 1-1     | CA Osasuna            | '19 1-0 Higdon                                                                | Open Dag N.E.C. | Goffertstadion, Nijmegen                                | Johnsson; Bovenberg, Van Eijden, Breuer, Conboy; Pálsson, Foor (89’ Cmovs), Loen; Hemlein (78’ Jahanbakhsh), Higdon, Rieks (67’ Tutuarima). |
| 3 september 2013 | 18:30    | SSS'18          | 0-3     | N.E.C.                | '16 0-1 Stutter, '43 0-2 Hemlein, '84 0-3 Jantscher                           | debuut Joris Janssen | Sportpark De Raay, Overloon                             | 1e helft: Johnsson, Disveld, Van Eijden, Janssen, Conboy, Foor, Palsson, Stutter, Hemlein, Jahanbakhsh, Rieks. 2e helft: Gentenaar, Bovenberg, Disveld, Janssen, Leiwakabessy, Diarra, Palsson, Loen, Jantscher, Celik, Tutuarima. |
| 8 januari 2014   | 16:30    | N.E.C.          | 2-3     | 1. FSV Mainz 05       | '6 1-0 Koolwijk, '45 2-1 Rieks                                                | Trainingskamp Sotogrande, Spanje. Debuut Abdul Bai Kamara                                                                            | Estadio Municipal de Marbella                           | 1e helft: Johnsson; Vermijl, Van Eijden, Haitz, Conboy; Koolwijk, Stefanik, Jantscher; Hemlein, Higdon, Rieks. 2e helft: Smits; Bai Kamara, Disveld, Cmovs, Leiwakabessy; Mulder, Celik, Diarra; Foor, Higdon, Tutuarima. |
| 12 januari 2014  | 15:30    | N.E.C.          | 1-0     | Werder Bremen         | '22 1-0 Rieks                                                                 | Trainingskamp Sotogrande, Spanje | Campo Hotel Barceló Montecastillo, Jerez de la Frontera | Johnsson; Vermijl, Van Eijden, Haitz, Conboy (70’ Leiwakabessy); Koolwijk, Stefanik (60’ Tutuarima), Foor (82' Celik); Hemlein (75’ Diarra), Higdon, Rieks (46’ Mulder). |

### Eredivisie 2013/2014

#### Speelronde 1 t/m 8 (augustus, september)
| | |               | | |
| Speelronde 1 Zaterdag 3 augustus 2013, 19.45 uur | N.E.C. | 1 - 4 (1 - 2) | FC Groningen | : Rens van Eijden |
| Goffertstadion, Nijmegen toeschouwers: 10.200 Scheidsrechter: Eric Braamhaar                                                                        | Navarone Foor 45' Daan Bovenberg 62'                                                                             |               | '10 Tjaronn Chery '27 Andraž Kirm '54 David Texeira '90 Richairo Živković '16 Eric Botteghin '58 David Texeira                                                          | Basisopstelling N.E.C.: Johnsson, Bovenberg, Van Eijden, Čmovš, Conboy, Pálsson, Foor, Loen, Hemlein, Higdon, Çelik Toegepaste wissels N.E.C.: '46 Çelik Jahanbakhsh '66 Loen Diarra '85 Hemlein Tutuarima         |
| Bijzonderheden: | |               | | |
| Speelronde 2 Zaterdag 10 augustus 2013, 20.45 uur                                                                                                   | PSV | 5 - 0 (1 - 0) | N.E.C. | : Rens van Eijden |
| Philips Stadion, Eindhoven toeschouwers: 31.500 Scheidsrechter: Björn Kuipers                                                                       | Zakaria Bakkali 6' Zakaria Bakkali 47' Georginio Wijnaldum 61' Georginio Wijnaldum 75' Zakaria Bakkali 82'       |               | '30 Daan Bovenberg '40 Youri Loen '60 Victor Pálsson | Basisopstelling N.E.C.: Johnsson, Bovenberg, Van Eijden, Breuer, Conboy, Pálsson, Foor, Diarra, Hemlein, Higdon, Loen Toegepaste wissels N.E.C.: '81 Diarra Stutter                                                |
| Bijzonderheden: | |               | | |
| | |               | | |
| Speelronde 3 Zaterdag 17 augustus 2013, 20.45 uur                                                                                                   | N.E.C. | 1 - 5 (0 - 3) | PEC Zwolle | : Rens van Eijden |
| Goffertstadion, Nijmegen toeschouwers: Scheidsrechter:                                                                                              | Christoph Hemlein 76'                                                                                            |               | '15 Jesper Drost '18 Kamohelo Mokotjo '37 Fred Benson '49 Fred Benson '52 Youness Mokhtar '21 Rochdi Achenteh '55 Youness Mokhtar '60 Kamohelo Mokotjo '90 Kevin Begois | Basisopstelling N.E.C.: Johnsson, Bovenberg, Van Eijden, Breuer, Conboy, Pálsson, Foor, Diarra, Hemlein, Higdon, Rieks Toegepaste wissels N.E.C.: '53 Rieks Stutter '67 Diarra Tutuarima '84 Foor Jahanbakhsh      |
| Bijzonderheden: - Michael Higdon van N.E.C. miste in de 90e minuut een strafschop. - 2 dagen na deze wedstrijd werd trainer Alex Pastoor ontslagen. | |               | | |
| | |               | | |
| Speelronde 4 Zaterdag 24 augustus 2013, 18.45 uur                                                                                                   | N.E.C. | 2 - 2 (2 - 0) | RKC Waalwijk | : Rens van Eijden |
| Goffertstadion, Nijmegen toeschouwers: 9.500 Scheidsrechter: Jochem Kamphuis                                                                        | Michael Higdon (pen) 23' Michael Higdon (pen) 37' Christoph Hemlein 27' Tobias Haitz 62' Michael Higdon 87'      |               | '63 Sander Duits (pen) '70 Aurélien Joachim '22 Frank van Mosselveld '49 Sander Duits '90+3 Ingo van Weert                                                              | Basisopstelling N.E.C.: Johnsson, Čmovš, Van Eijden, Haitz, Conboy, Stutter, Pálsson, Foor, Hemlein, Higdon, Rieks Toegepaste wissels N.E.C.: '80 Rieks Jahanbakhsh                                                |
| Bijzonderheden: | |               | | |
| | |               | | |
| Speelronde 5 Vrijdag 30 augustus 2013, 20.00 uur | NAC Breda | 1 - 1 (1 - 1) | N.E.C. | : Rens van Eijden |
| Rat Verlegh Stadion, Breda toeschouwers: 16.800 Scheidsrechter: Ed Janssen                                                                          | Rydell Poepon 4' Danny Verbeek 42' Jeffrey Sarpong 69'                                                           |               | '43 Victor Pálsson '77 Pavel Čmovš '88 Victor Pálsson | Basisopstelling N.E.C.: Johnsson, Čmovš, Van Eijden, Haitz, Conboy, Stutter, Pálsson, Foor, Hemlein, Higdon, Rieks                                                                                                 |
| Bijzonderheden: - Anton Janssen zat voor het eerst als trainer van N.E.C. op de bank.                                                               | |               | | |
| | |               | | |
| Speelronde 6 Zondag 15 september 2013, 12.30 uur | N.E.C. | 3 - 3 (1 - 1) | Feyenoord | : Rens van Eijden |
| Goffertstadion, Nijmegen toeschouwers: 9.118 Scheidsrechter: Kevin Blom                                                                             | Samuel Štefánik 30' Victor Pálsson 69' Samuel Štefánik 77'                                                       |               | '26 Lex Immers '67 Jean-Paul Boëtius '90 Bruno Martins Indi | Basisopstelling N.E.C.: Johnsson, Vermijl, Van Eijden, Haitz, Conboy, Štefánik, Foor, Pálsson, Jantscher, Higdon, Rieks Toegepaste wissels N.E.C.: '63 Haitz Čmovš '79 Rieks Hemlein '86 Foor Stutter              |
| Bijzonderheden: | |               | | |
| | |               | | |
| Speelronde 7 Zaterdag 21 september 2013, 19.45 uur                                                                                                  | ADO Den Haag | 1 - 1 (0 - 0) | N.E.C. | : Rens van Eijden |
| Kyocera Stadion, Den Haag toeschouwers: 8.100 Scheidsrechter: Pieter Vink                                                                           | Mathias Gehrt 56' Danny Holla 89'                                                                                |               | '74 Christoph Hemlein '55 Alireza Jahanbakhsh '62 Jakob Jantscher '71 Pavel Čmovš '90+3 Rens van Eijden                                                                 | Basisopstelling N.E.C.: Johnsson, Vermijl, Van Eijden, Čmovš, Conboy, Foor, Pálsson, Štefánik, Jantscher, Hemlein, Jahanbakhsh Toegepaste wissels N.E.C.: '65 Jahanbakhsh Koolwijk                                 |
| Bijzonderheden: | |               | | |
| | |               | | |
| Speelronde 8 Zondag 29 september 2013, 12.30 uur | N.E.C. | 2 - 3 (1 - 2) | Vitesse | : Ryan Koolwijk |
| Goffertstadion, Nijmegen toeschouwers: 11.500 Scheidsrechter: Pol van Boekel                                                                        | Christoph Hemlein 33' Michael Higdon 85' Pavel Čmovš 40' Jakob Jantscher 42' Kevin Conboy 65' Michael Higdon 86' |               | '11 Kelvin Leerdam '41 Theo Janssen (pen) '90+2 Lucas Piazon '25 Jan-Arie van der Heijden                                                                               | Basisopstelling N.E.C.: Johnsson, Vermijl, Van Eijden, Čmovš, Conboy, Štefánik, Pálsson, Koolwijk, Foor, Hemlein, Jantscher Toegepaste wissels N.E.C.: '51 Koolwijk Higdon '60 Vermijl Breuer '68 Štefánik Stutter |
| Bijzonderheden: | |               | | |

#### Speelronde 9 t/m 17 (oktober, november, december)
|                                                                                   | |               |                                                                                                | |
| Speelronde 9 Zaterdag 5 oktober 2013, 19.45 uur                                   | Go Ahead Eagles | 4 - 3 (3 - 0) | N.E.C.                                                                                         | : Rens van Eijden |
| De Adelaarshorst, Deventer toeschouwers: 7.423 Scheidsrechter: Björn Kuipers      | Deniz Türüç 4' Xander Houtkoop 21' Jarchinio Antonia 28' Alireza Jahanbakhsh (e.d.) 89' Bart Vriends 9'                               |               | '72 Michael Higdon '76 Jakob Jantscher '87 Ryan Koolwijk '80 Kevin Conboy                      | Basisopstelling N.E.C.: Johnsson, Vermijl, Van Eijden, Breuer, Conboy, Foor, Pálsson, Stutter, Hemlein, Štefánik, Jantscher Toegepaste wissels N.E.C.: '46 Štefánik Higdon '68 Hemlein Jahanbakhsh '76 Stutter Koolwijk       |
| Bijzonderheden:                                                                   | |               |                                                                                                | |
|                                                                                   | |               |                                                                                                | |
| Speelronde 10 Zondag 20 oktober 2013, 12.30 uur                                   | Heracles Almelo | 1 - 1 (0 - 1) | N.E.C.                                                                                         | : Rens van Eijden |
| Polman Stadion, Almelo toeschouwers: 8.320 Scheidsrechter: Eric Braamhaar         | Jens Jurn Streutker 87' Jason Davidson 71'                                                                                            |               | '2 Rens van Eijden '4 Christoph Hemlein '32 Christoph Hemlein                                  | Basisopstelling N.E.C.: Johnsson, Vermijl, Van Eijden, Breuer, Leiwakabessy, Pálsson, Jantscher, Conboy, Hemlein, Higdon, Rieks Toegepaste wissels N.E.C.: '55 Jantscher Jahanbakhsh '70 Leiwakabessy Koolwijk '89 Rieks Foor |
| Bijzonderheden:                                                                   | |               |                                                                                                | |
|                                                                                   | |               |                                                                                                | |
| Speelronde 11 Vrijdag 25 oktober 2013, 20.00 uur                                  | N.E.C. | 2 - 1 (1 - 0) | SC Heerenveen                                                                                  | : Ryan Koolwijk |
| Goffertstadion, Nijmegen toeschouwers: 11.800 Scheidsrechter: Reinold Wiedemeijer | Michael Higdon 33' Michael Higdon 52' Michael Higdon 31'                                                                              |               | '85 Hakim Ziyech '45 Rajiv van La Parra '58 Mitchell Dijks '72 Kenny Otigba                    | Basisopstelling N.E.C.: Johnsson, Vermijl, Van Eijden, Breuer, Leiwakabessy, Pálsson, Koolwijk, Conboy, Rieks, Higdon, Jantscher Toegepaste wissels N.E.C.: '70 Koolwijk Jahanbakhsh '90+2 Higdon Stutter                     |
| Bijzonderheden:                                                                   | |               |                                                                                                | |
|                                                                                   | |               |                                                                                                | |
| Speelronde 12 Zaterdag 2 november 2013, 19.45 uur                                 | FC Twente | 2 - 2 (2 - 0) | N.E.C.                                                                                         | : Ryan Koolwijk |
| De Grolsch Veste, Enschede toeschouwers: 29.200 Scheidsrechter: Dennis Higler     | Shadrach Eghan 23' Quincy Promes 34' Quincy Promes 68' Rasmus Bengtsson 80' Robbert Schilder 90+3'                                    |               | '53 Søren Rieks '60 Jakob Jantscher '56 Alireza Jahanbakhsh                                    | Basisopstelling N.E.C.: Johnsson, Vermijl, Van Eijden, Breuer, Leiwakabessy, Pálsson, Koolwijk, Conboy, Rieks, Higdon, Jantscher Toegepaste wissels N.E.C.: '46 Higdon Jahanbakhsh '73 Van Eijden Čmovš '76 Conboy Stutter    |
| Bijzonderheden:                                                                   | |               |                                                                                                | |
|                                                                                   | |               |                                                                                                | |
| Speelronde 13 Zondag 10 november 2013, 14.30 uur                                  | N.E.C. | 0 - 3 (0 - 2) | Ajax                                                                                           | : Ryan Koolwijk |
| Goffertstadion, Nijmegen toeschouwers: 12.000 Scheidsrechter: Björn Kuipers       | Michael Higdon 58' Jeffrey Leiwakabessy 66' Marcel Stutter 90'                                                                        |               | '26 Siem de Jong '28 Nicolai Boilesen '72 Siem de Jong                                         | Basisopstelling N.E.C.: Johnsson, Vermijl, Breuer, Čmovš, Leiwakabessy, Pálsson, Koolwijk, Conboy, Rieks, Higdon, Jantscher Toegepaste wissels N.E.C.: '46 Breuer Jahanbakhsh '73 Higdon Hemlein '75 Koolwijk Stutter         |
| Bijzonderheden:                                                                   | |               |                                                                                                | |
|                                                                                   | |               |                                                                                                | |
| Speelronde 14 Zaterdag 23 november 2013, 19.45 uur                                | SC Cambuur | 3 - 2 (1 - 1) | N.E.C.                                                                                         | : Ryan Koolwijk |
| Cambuurstadion, Leeuwarden toeschouwers: 9.648 Scheidsrechter: Bas Nijhuis        | Mohamed El Makrini 33' Tobias Haitz (e.d.) 71' Bart van Brakel 16' Michiel Hemmen 44' Mohamed El Makrini 49' Martijn van der Laan 51' |               | '37 Kevin Conboy '30 Ryan Koolwijk '88 Alireza Jahanbakhsh                                     | Basisopstelling N.E.C.: Johnsson, Vermijl, Pálsson, Haitz, Leiwakabessy, Mulder, Koolwijk, Conboy, Rieks, Jahanbakhsh, Jantscher Toegepaste wissels N.E.C.: '57 Conboy Foor '66 Jantscher Hemlein '77 Rieks Higdon            |
| Bijzonderheden:                                                                   | |               |                                                                                                | |
|                                                                                   | |               |                                                                                                | |
| Speelronde 15 Zondag 1 december 2013, 16.30 uur                                   | N.E.C. | 3 - 2 (1 - 1) | AZ                                                                                             | : Ryan Koolwijk |
| Goffertstadion, Nijmegen toeschouwers: 10.400 Scheidsrechter: Pol van Boekel      | Marnick Vermijl 17' Alireza Jahanbakhsh 53' Alireza Jahanbakhsh 72' Alireza Jahanbakhsh 64'                                           |               | '25 Roy Beerens '81 Steven Berghuis '18 Ridgeciano Haps '89 Jóhann Berg Guðmundsson            | Basisopstelling N.E.C.: Johnsson, Vermijl, Van Eijden, Pálsson, Leiwakabessy, Mulder, Koolwijk, Conboy, Jahanbakhsh, Higdon, Rieks Toegepaste wissels N.E.C.: '83 Mulder Haitz '85 Koolwijk Jantscher '90+3 Jahanbakhsh Foor  |
| Bijzonderheden:                                                                   | |               |                                                                                                | |
|                                                                                   | |               |                                                                                                | |
| Speelronde 16 Vrijdag 6 december 2013, 20.00 uur                                  | FC Utrecht | 2 - 0 (0 - 0) | N.E.C.                                                                                         | : Ryan Koolwijk |
| Stadion Galgenwaard, Utrecht toeschouwers: 15.034 Scheidsrechter: Jeroen Sanders  | Gévero Markiet 48' Steve De Ridder 78' Dave Bulthuis 74'                                                                              |               | '43 Ryan Koolwijk '59 Alireza Jahanbakhsh '67 Ryan Koolwijk                                    | Basisopstelling N.E.C.: Johnsson, Vermijl, Van Eijden, Pálsson, Leiwakabessy, Jahanbakhsh, Mulder, Rieks, Koolwijk, Conboy, Higdon Toegepaste wissels N.E.C.: '79 Higdon Hemlein                                              |
| Bijzonderheden: - Michael Higdon van N.E.C. miste in de 75e minuut een strafschop | |               |                                                                                                | |
|                                                                                   | |               |                                                                                                | |
| Speelronde 17 Zaterdag 14 december 2013, 18.45 uur                                | N.E.C. | 4 - 3 (0 - 2) | Roda JC                                                                                        | : Rens van Eijden |
| Goffertstadion, Nijmegen toeschouwers: 10.322 Scheidsrechter: Jochem Kamphuis     | Marnick Vermijl 46' Søren Rieks 61' Søren Rieks 67' Kevin Conboy 81' Kevin Conboy 57' Michael Higdon 57' Christoph Hemlein 73'        |               | '8 Guus Hupperts '12 Krisztián Németh '86 Frank Demouge '41 Krisztián Németh '90 Frank Demouge | Basisopstelling N.E.C.: Johnsson, Vermijl, Van Eijden, Pálsson, Leiwakabessy, Mulder, Rieks, Conboy, Hemlein, Higdon, Jantscher Toegepaste wissels N.E.C.: '89 Hemlein Štefánik '90+4 Jantscher Foor                          |
| Bijzonderheden:                                                                   | |               |                                                                                                | |
|                                                                                   | |               |                                                                                                | |

#### Speelronde 18 t/m 25 (december, januari, februari)
| Speelronde 18 Zondag 22 december 2013, 14.30 uur                                                                                                 | FC Groningen | 5 - 2 (3 - 0) | N.E.C.                                                                                        | : Ryan Koolwijk |
| Euroborg, Groningen toeschouwers: 20.000 Scheidsrechter: Richard Liesveld                                                                        | Michael de Leeuw 14' Filip Kostic 24' Rens van Eijden (e.d.) 27' Michael de Leeuw 49' Michael de Leeuw 70' Stefano Magnasco 56'          |               | '57 Christoph Hemlein '63 Alireza Jahanbakhsh '44 Ryan Koolwijk '90+1 Kevin Conboy            | Basisopstelling N.E.C.: Johnsson, Vermijl, Van Eijden, Disveld, Leiwakabessy, Koolwijk, Jantscher, Conboy, Hemlein, Jahanbakhsh, Rieks Toegepaste wissels N.E.C.: '52 Koolwijk Štefánik '67 Rieks Foor '83 Jahanbakhsh Diarra |
| Bijzonderheden: | |               |                                                                                               | |
| | |               |                                                                                               | |
| Speelronde 19 Zondag 19 januari 2014, 12.30 uur                                                                                                  | N.E.C | 3 - 1 (2 - 1) | ADO Den Haag                                                                                  | : Ryan Koolwijk |
| Goffertstadion, Nijmegen toeschouwers: 10.550 Scheidsrechter: Danny Makkelie                                                                     | Kevin Conboy 31' Marnick Vermijl 35' Rens van Eijden 67' Tobias Haitz 29' Søren Rieks 44' Rens van Eijden 70' Navarone Foor 82'          |               | '33 Danny Holla (pen) '17 Danny Holla '18 Mike van Duinen '30 Dion Malone '90 Tom Beugelsdijk | Basisopstelling N.E.C.: Johnsson, Vermijl, Van Eijden, Haitz, Conboy, Koolwijk, Rieks, Stefanik, Hemlein, Higdon, Jantscher Toegepaste wissels N.E.C.: '64 Jantscher Foor '84 Higdon Castillion                               |
| Bijzonderheden: - Ryan Koolwijk van N.E.C. miste in de 18e minuut een strafschop.                                                                | |               |                                                                                               | |
| | |               |                                                                                               | |
| Speelronde 20 Zondag 26 januari 2014, 12.30 uur                                                                                                  | Vitesse | 1 - 1 (1 - 0) | N.E.C                                                                                         | : Ryan Koolwijk |
| Gelredome, Arnhem toeschouwers: 20.600 Scheidsrechter: Pieter Vink                                                                               | Dan Mori 30' |               | '71 Michael Higdon '13 Rens van Eijden                                                        | Basisopstelling N.E.C.: Johnsson, Vermijl, Van Eijden, Haitz, Conboy, Koolwijk, Rieks, Stefanik, Hemlein, Higdon, Jantscher Toegepaste wissels N.E.C.: '64 Rieks Foor '76 Conboy Leiwakabessy '87 Stefanik Mulder             |
| Bijzonderheden: | |               |                                                                                               | |
| | |               |                                                                                               | |
| Speelronde 21 Zondag 2 februari 2014, 14.30 uur                                                                                                  | N.E.C | 1 - 1 (1 - 0) | Go Ahead Eagles                                                                               | : Rens van Eijden |
| Goffertstadion, Nijmegen toeschouwers: 11.150 Scheidsrechter: Jochem Kamphuis                                                                    | Michael Higdon 5' Kevin Conboy 67' |               | '58 Deniz Türüç '82 Ridgeciano Haps                                                           | Basisopstelling N.E.C.: Johnsson, Vermijl, Van Eijden, Haitz, Conboy, Mulder, Rieks, Stefanik, Hemlein, Higdon, Jantscher Toegepaste wissels N.E.C.: '50 Stefanik Leiwakabessy '61 Mulder Foor '73 Jantscher Jahanbakhsh      |
| Bijzonderheden: | |               |                                                                                               | |
| | |               |                                                                                               | |
| Speelronde 22 Woensdag 5 februari 2014, 19.45 uur                                                                                                | N.E.C. | 1 - 1 (1 - 1) | NAC Breda                                                                                     | : Rens van Eijden |
| Goffertstadion, Nijmegen toeschouwers: 11.200 Scheidsrechter: Ed Janssen                                                                         | Rens van Eijden 23' Tobias Haitz 61' Tobias Haitz 77' Søren Rieks 89'                                                                    |               | '17 Rydell Poepon '23 Anouar Hadouir '76 Tim Gilissen                                         | Basisopstelling N.E.C.: Johnsson, Vermijl, Van Eijden, Haitz, Leiwakabessy, Stefanik, Foor, Rieks, Hemlein, Higdon, Jantscher Toegepaste wissels N.E.C.: '62 Jantscher Jahanbakhsh '72 Higdon Castillion '79 Stefanik Nielsen |
| Bijzonderheden: | |               |                                                                                               | |
| | |               |                                                                                               | |
| Speelronde 23 Zaterdag 8 februari 2014, 20.45 uur                                                                                                | Feyenoord | 5 - 1 (2 - 1) | N.E.C                                                                                         | : Ryan Koolwijk |
| De Kuip, Rotterdam toeschouwers: 47.000 Scheidsrechter: Reinold Wiedemeijer                                                                      | Lex Immers 26' Graziano Pellè 35' Jean-Paul Boëtius 55' Graziano Pellè 59' Jean-Paul Boëtius 78' Daryl Janmaat 19' Jean-Paul Boëtius 72' |               | '11 Søren Rieks '62 Hans Mulder '68 Rens van Eijden                                           | Basisopstelling N.E.C.: Johnsson, Vermijl, Van Eijden, Nielsen, Conboy, Koolwijk, Foor, Rieks, Hemlein, Higdon, Jantscher Toegepaste wissels N.E.C.: '46 Vermijl Gravenberch '46 Koolwijk Mulder '74 Hemlein Jahanbakhsh      |
| Bijzonderheden: - Graziano Pellè (Feyenoord) miste in de 39e minuut een strafschop. - Søren Rieks (N.E.C.) miste in de 64e minuut een strafschop | |               |                                                                                               | |
| | |               |                                                                                               | |
| Speelronde 24 Zaterdag 15 februari 2014, 19.45 uur                                                                                               | RKC Waalwijk | 1 - 3 (1 - 2) | N.E.C                                                                                         | : Ryan Koolwijk |
| Mandemakers Stadion, Waalwijk toeschouwers: 6.228 Scheidsrechter: Serdar Gözübüyük                                                               | Romeo Castelen 6' |               | '25 Navarone Foor '39 Lasse Nielsen '72 Michael Higdon                                        | Basisopstelling N.E.C.: Johnsson, Vermijl, Van Eijden, Nielsen, Conboy, Rieks, Koolwijk, Štefánik, Jahanbakhsh, Higdon, Foor Toegepaste wissels N.E.C.: '53 Vermijl Pálsson '88 Conboy Leiwakabessy '90+2 Jahanbakhsh Hemlein |
| Bijzonderheden: | |               |                                                                                               | |
| | |               |                                                                                               | |
| Speelronde 25 Zaterdag 22 februari 2014, 20.45 uur                                                                                               | N.E.C | 0 - 2 (0 - 0) | PSV                                                                                           | : Ryan Koolwijk |
| Goffertstadion, Nijmegen toeschouwers: 11.800 Scheidsrechter: Björn Kuipers                                                                      | Ryan Koolwijk 19' Michael Higdon 41' |               | '58 Bryan Ruiz '82 Memphis Depay '18 Jeffrey Bruma                                            | Basisopstelling N.E.C.: Johnsson, Vermijl, Van Eijden, Nielsen, Conboy, Štefánik, Rieks, Koolwijk, Jahanbakhsh, Higdon, Foor Toegepaste wissels N.E.C.: '64 Štefánik Jantscher '83 Foor Hemlein                               |
| Bijzonderheden: | |               |                                                                                               | |

#### Speelronde 26 t/m 34 (maart, april, mei)
| | |               | | |
| Speelronde 26 Zaterdag 1 maart 2014, 18.45 uur                                                       | PEC Zwolle | 3 - 3 (2 - 1) | N.E.C | : Ryan Koolwijk |
| IJsseldeltastadion, Zwolle toeschouwers: 12.100 Scheidsrechter: Dennis Higler                        | Guyon Fernandez 6' Mateusz Klich 35' Joost Broerse 57'                                                                              |               | '43 Søren Rieks '46 Michael Higdon '69 Søren Rieks '14 Rens van Eijden '84 Samuel Štefánik                       | Basisopstelling N.E.C.: Johnsson, Vermijl, Van Eijden, Nielsen, Conboy, Štefánik, Rieks, Koolwijk, Jahanbakhsh, Higdon, Foor Toegepaste wissels N.E.C.: '65 Foor Jantscher                                                               |
| Bijzonderheden:                                                                                      | |               | | |
| | |               | | |
| Speelronde 27 Zaterdag 8 maart 2014, 18.45 uur                                                       | Roda JC | 3 - 1 (1 - 0) | N.E.C | : Ryan Koolwijk |
| Parkstad Limburg Stadion, Kerkrade toeschouwers: 15.421 Scheidsrechter: Pieter Vink                  | Guus Hupperts 30' Marc Höcher 53' Guus Hupperts 56' Anouar Kali 28' Davy De Beule 90+1'                                             |               | '60 Michael Higdon '90+1 Victor Pálsson                                                                          | Basisopstelling N.E.C.: Johnsson, Vermijl, Nielsen, Haitz, Conboy, Štefánik, Rieks, Koolwijk, Jahanbakhsh, Higdon, Foor Toegepaste wissels N.E.C.: '54 Jahanbakhsh Hemlein '54 Štefánik Pálsson                                          |
| Bijzonderheden:                                                                                      | |               | | |
| | |               | | |
| Speelronde 28 Zondag 16 maart 2014, 14.30 uur                                                        | N.E.C | 2 - 2 (1 - 2) | FC Utrecht | : Ryan Koolwijk |
| Goffertstadion, Nijmegen toeschouwers: 11.200 Scheidsrechter: Eric Braamhaar                         | Michael Higdon 24' Jakob Jantscher 60' Samuel Štefánik 79'                                                                          |               | '22 Dave Bulthuis '44 Jens Toornstra '37 Mark van der Maarel '77 Steve De Ridder '90+1 Juan Agudelo              | Basisopstelling N.E.C.: Johnsson, Vermijl, Van Eijden, Nielsen, Leiwakabessy, Koolwijk, Foor, Conboy, Hemlein, Higdon, Jantscher Toegepaste wissels N.E.C.: '61 Foor Štefánik '74 Leiwakabessy Gravenberch '86 Jantscher Jahanbakhsh     |
| Bijzonderheden:                                                                                      | |               | | |
| | |               | | |
| Speelronde 29 Zaterdag 22 maart 2014, 19.45 uur                                                      | SC Heerenveen | 2 - 2 (2 - 0) | N.E.C | : Ryan Koolwijk |
| Abe Lenstra Stadion, Heerenveen toeschouwers: 24.000 Scheidsrechter: Tom van Sichem                  | Bilal Basacikoglu 40' Alfred Finnbogason 45+1' Marten de Roon 43'                                                                   |               | '78 Michael Higdon '90+1 Søren Rieks '45 Rens van Eijden '84 Jeffrey Leiwakabessy '87 Rens van Eijden            | Basisopstelling N.E.C.: Gentenaar, Vermijl, Van Eijden, Nielsen, Leiwakabessy, Koolwijk, Rieks, Conboy, Hemlein, Higdon, Jantscher Toegepaste wissels N.E.C.: '74 Hemlein Gravenberch '46 Jantscher Jahanbakhsh                          |
| Bijzonderheden:                                                                                      | |               | | |
| | |               | | |
| Speelronde 30 Zaterdag 29 maart 2014, 19.45 uur                                                      | N.E.C. | 1 - 2 (1 - 0) | Heracles Almelo                                                                                                  | : Ryan Koolwijk |
| De Goffert, Nijmegen toeschouwers: 12.107 Scheidsrechter: Kevin Blom                                 | Michael Higdon 20' Søren Rieks 90'                                                                                                  |               | '79 Jason Davidson '90+5 Matthew Amoah '62 Bryan Linssen '74 Mike te Wierik '83 Mike te Wierik '85 Kwame Quansah | Basisopstelling N.E.C.: Gentenaar, Vermijl, Nielsen, Conboy, Leiwakabessy, Jahanbakhsh, Štefánik, Rieks, Koolwijk, Jantscher, Higdon Toegepaste wissels N.E.C.: '53 Koolwijk Mulder '82 Jantscher Hemlein '88 Jahanbakhsh Castillion     |
| Bijzonderheden:                                                                                      | |               | | |
| | |               | | |
| Speelronde 31 Zaterdag 5 april 2014, 19.45 uur                                                       | N.E.C. | 1 - 1 (1 - 1) | SC Cambuur | : Ryan Koolwijk |
| De Goffert, Nijmegen toeschouwers: 11.250 Scheidsrechter: Reinold Wiedemeijer                        | Geoffrey Castillion (pen) 13' Geoffrey Castillion 45' Rens van Eijden 45+2' Ryan Koolwijk 64' Ryan Koolwijk 84' Rens van Eijden 89' |               | '45+2 Mart Dijkstra '60 Mohamed El Makrini '70 Marcel Ritzmaier '86 Paco van Moorsel '86 Marcel Ritzmaier        | Basisopstelling N.E.C.: Gentenaar, Vermijl, Van Eijden, Nielsen, Leiwakabessy, Koolwijk, Rieks, Conboy, Jahanbakhsh, Higdon, Castillion Toegepaste wissels N.E.C.: '46 Jahanbakhsh Jantscher '77 Nielsen Hemlein '77 Rieks Pálsson       |
| Bijzonderheden:                                                                                      | |               | | |
| | |               | | |
| Speelronde 32 Zondag 13 april 2014, 14.30 uur                                                        | AZ | 1 - 1 (0 - 0) | N.E.C. | : Jeffrey Leiwakabessy |
| AFAS Stadion, Alkmaar toeschouwers: 15.344 Scheidsrechter: Dennis Higler                             | Nemanja Gudelj (pen) 55' |               | '87 Kevin Conboy '54 Lasse Nielsen '59 Victor Pálsson                                                            | Basisopstelling N.E.C.: Gentenaar, Vermijl, Conboy, Nielsen, Leiwakabessy, Rieks, Pálsson, Gravenberch, Jantscher, Castillion, Higdon Toegepaste wissels N.E.C.: '58 Gravenberch Mulder '71 Nielsen Jahanbakhsh '81 Jantscher Hemlein    |
| Bijzonderheden:                                                                                      | |               | | |
| | |               | | |
| Speelronde 33 Zondag 27 april 2014, 14.30 uur                                                        | N.E.C | 2 - 5 (1 - 1) | FC Twente | : Rens van Eijden |
| Goffertstadion, Nijmegen toeschouwers: 12.400 Scheidsrechter: Pol van Boekel                         | Geoffrey Castillion 1' Nick Marsman (e.d.) 79' Søren Rieks 13' Marnick Vermijl 40'                                                  |               | '29 Kyle Ebecilio '55 Wout Brama '57 Dušan Tadić '59 Dušan Tadić '76 Jesús Corona                                | Basisopstelling N.E.C.: Gentenaar, Vermijl, Van Eijden, Nielsen, Leiwakabessy, Pálsson, Rieks, Conboy, Jantscher, Higdon, Castillion Toegepaste wissels N.E.C.: '58 Vermijl Gravenberch '65 Jantscher Jahanbakhsh '82 Gentenaar Johnsson |
| Bijzonderheden:                                                                                      | |               | | |
| | |               | | |
| Speelronde 34 Zaterdag 3 mei 2014, 18.45 uur                                                         | Ajax | 2 - 2 (1 - 0) | N.E.C | : Rens van Eijden |
| Amsterdam ArenA, Amsterdam toeschouwers: 51.473 Scheidsrechter: Kevin Blom                           | Jeffrey Leiwakabessy (e.d.) 9' Bojan 83'                                                                                            |               | '74 Alireza Jahanbakhsh '88 Alireza Jahanbakhsh '88 Alireza Jahanbakhsh                                          | Basisopstelling N.E.C.: Johnsson, Gravenberch, Van Eijden, Nielsen, Leiwakabessy, Štefánik, Pálsson, Rieks, Conboy, Jantscher, Castillion Toegepaste wissels N.E.C.: '59 Štefánik Jahanbakhsh '70 Jantscher Hemlein '84 Nielsen Higdon   |
| Bijzonderheden: - Door dit gelijke spel verzekerde N.E.C. zich van de promotie/degradatie play-offs. | |               | | |

### Promotie/Degradatie play-Offs
| |                                                                                                |               |                                                                         | |
| 2e ronde Donderdag 8 mei 2014, 20.45 uur Vrijdag 9 mei 2014, 20.00 uur | Sparta Rotterdam                                                                               | (0 - 0) 1 - 0 | N.E.C.                                                                  | : Ryan Koolwijk |
| Het Kasteel, Rotterdam toeschouwers: 7.803 Scheidsrechter: Tom van Sichem | Nourdin Boukhari 85'                                                                           |               | '34 Christoph Hemlein '59 Alireza Jahanbakhsh                           | Basisopstelling N.E.C.: Johnsson, Gravenberch, Van Eijden, Conboy, Leiwakabessy, Jahanbakhsh, Koolwijk, Pálsson, Rieks, Hemlein, Jantscher Toegepaste wissels N.E.C.: '62 Jantscher Higdon                                            |
| Bijzonderheden: - De wedstrijd werd bij rust gestaakt wegens overvloedig regenval en daardoor onbespeelbaar veld. - De 2e helft werd op vrijdag 9 mei gespeeld. |                                                                                                |               |                                                                         | |
| |                                                                                                |               |                                                                         | |
| 2e ronde Zondag 11 mei 2014, 16.30 uur | N.E.C.                                                                                         | 1 - 3 (0 - 3) | Sparta Rotterdam                                                        | : Ryan Koolwijk |
| Goffertstadion, Nijmegen toeschouwers: Scheidsrechter: Eric Braamhaar | Ryan Koolwijk 66' Danzell Gravenberch 28' Søren Rieks 71' Jakob Jantscher 79' Kevin Conboy 84' |               | '4 Roald van Hout '27 Mimoun Mahi '42 Steef Nieuwendaal '18 Mimoun Mahi | Basisopstelling N.E.C.: Johnsson, Gravenberch, Van Eijden, Pálsson, Leiwakabessy, Koolwijk, Rieks, Conboy, Jahanbakhsh, Higdon, Hemlein Toegepaste wissels N.E.C.: '46 Pálsson Štefánik '50 Gravenberch Vermijl '71 Hemlein Jantscher |
| Bijzonderheden: - Wedstrijd stond in eerste instantie gepland om 12:30. Maar wegens het pas vrijdagavond spelen van de 2e helft van de vorige wedstrijd werd besloten deze wedstrijd met vier uur uit te stellen. - N.E.C. is door deze uitslag gedegradeerd naar de Eerste Divisie. |                                                                                                |               |                                                                         | |

### KNVB beker
|                                                                                     |                                                                         |               | | |
| 2e ronde Dinsdag 24 september 2013, 18.45 uur                                       | Harkemase Boys (Zaterdag Hoofdklasse)                                   | 0 - 8 (0 - 3) | N.E.C | : Ryan Koolwijk |
| Sportpark De Bosk, Harkema toeschouwers: 2.000 Scheidsrechter: Siemen Mulder        | Gersinio Constansia 28' Paulo Francisco 56'                             |               | '19 Christoph Hemlein '36 Christoph Hemlein '37 Jakob Jantscher '58 Christoph Hemlein '61 Navarone Foor '70 Samuel Štefánik '76 Alireza Jahanbakhsh '88 Jakob Jantscher '43 Navarone Foor '63 Rens van Eijden | Basisopstelling N.E.C.: Johnsson, Vermijl, Čmovš, Conboy, Van Eijden, Koolwijk, Pálsson, Štefánik, Jantscher, Hemlein, Foor Toegepaste wissels N.E.C.: '62 Koolwijk Roorda '68 Foor Jahanbakhsh '84 Hemlein Stutter                 |
| Bijzonderheden:                                                                     |                                                                         |               | | |
|                                                                                     |                                                                         |               | | |
| 3e ronde Dinsdag 29 oktober, 20.00 uur                                              | FC Eindhoven                                                            | 0 - 1 (0 - 1) | N.E.C | : Rens van Eijden |
| Jan Louwers Stadion, Eindhoven toeschouwers: 1.314 Scheidsrechter: Serdar Gözübüyük | Jason Bourdouxhe 12'                                                    |               | '8 Michael Higdon '57 Alireza Jahanbakhsh '86 Søren Rieks '90+1 Christoph Hemlein | Basisopstelling N.E.C.: Johnsson, Van Eijden, Breuer, Vermijl, Leiwakabessy, Rieks, Conboy, Pálsson, Jantscher, Jahanbakhsh, Higdon Toegepaste wissels N.E.C.: '63 Jahanbakhsh Hemlein '72 Conboy Stutter '81 Jantscher Foor        |
| Bijzonderheden:                                                                     |                                                                         |               | | |
|                                                                                     |                                                                         |               | | |
| Achtste finales Donderdag 19 december 2013, 18.45 uur                               | FC Groningen                                                            | 0 - 1 (0 - 1) | N.E.C | : Ryan Koolwijk |
| Euroborg, Groningen toeschouwers: 10.816 Scheidsrechter: Reinold Wiedemeijer        | Michael de Leeuw 23' Eric Botteghin 37'                                 |               | '45 Søren Rieks '77 Marnick Vermijl '89 Daan Disveld | Basisopstelling N.E.C.: Johnsson, Vermijl, Van Eijden, Disveld, Leiwakabessy, Hemlein, Koolwijk, Rieks, Conboy, Jahanbakhsh, Higdon Toegepaste wissels N.E.C.: '54 Leiwakabessy Štefánik '84 Jahanbakhsh Foor '90+1 Hemlein Diarra  |
| Bijzonderheden:                                                                     |                                                                         |               | | |
|                                                                                     |                                                                         |               | | |
| Kwartfinale Woensdag 22 januari 2014, 19.45 uur                                     | N.E.C.                                                                  | 1 - 0 (1 - 0) | FC Utrecht | : Ryan Koolwijk |
| Goffertstadion, Nijmegen toeschouwers: 6.021 Scheidsrechter: Tom van Sichem         | Marnick Vermijl 8' Jakob Jantscher 21' Søren Rieks 38' Tobias Haitz 82' |               | '34 Mark van der Maarel '57 Yassin Ayoub '61 Cedric Badjeck '83 Jens Toornstra | Basisopstelling N.E.C.: Johnsson, Vermijl, Van Eijden, Haitz, Conboy, Štefánik, Koolwijk, Rieks, Hemlein, Higdon, Jantscher Toegepaste wissels N.E.C.: '76 Higdon Castillion                                                        |
| Bijzonderheden:                                                                     |                                                                         |               | | |
|                                                                                     |                                                                         |               | | |
| Halve finale Woensdag 26 maart 2014, 20.45 uur                                      | PEC Zwolle                                                              | 2 - 1 (1 - 1) | N.E.C. | : Ryan Koolwijk |
| IJsseldelta Stadion, Zwolle toeschouwers: 10.800 Scheidsrechter: Danny Makkelie     | Jesper Drost 29' Maikel van der Werff 81' Diederik Boer 90+2'           |               | '39 Kevin Conboy '64 Lasse Nielsen '88 Kevin Conboy | Basisopstelling N.E.C.: Gentenaar, Vermijl, Nielsen, Van Eijden, Leiwakabessy, Hemlein, Gravenberch, Koolwijk, Conboy, Jahanbakhsh, Higdon Toegepaste wissels N.E.C.: '31 Gravenberch Foor '70 Foor Štefánik '84 Hemlein Castillion |
| Bijzonderheden:                                                                     |                                                                         |               | | |

## Statistieken (Eindstand)
- Wedstrijden van de Promotie/Degradatie play-offs zijn meegeteld onder de Eredivisie.

| Speler               | Wed E | Aantal doelpunten Eredivisie | Aantal gele kaarten Eredivisie | Aantal 2× geel Eredivisie | Aantal rode kaarten Eredivisie | Wed B | Aantal doelpunten Beker | Aantal gele kaarten Beker | Aantal 2× geel Beker | Aantal rode kaarten Beker | Wed T | Aantal doelpunten Totaal | Aantal gele kaarten Totaal | Aantal 2× geel Totaal | Aantal rode kaarten Totaal |
| -------------------- | ----- | ---------------------------- | ------------------------------ | ------------------------- | ------------------------------ | ----- | ----------------------- | ------------------------- | -------------------- | ------------------------- | ----- | ------------------------ | -------------------------- | --------------------- | -------------------------- |
| Daan Bovenberg       | 3     | 0                            | 2                              | 0                         | 0                              | 0     | 0                       | 0                         | 0                    | 0                         | 3     | 0                        | 2                          | 0                     | 0                          |
| Michel Breuer        | 8     | 0                            | 0                              | 0                         | 0                              | 1     | 0                       | 0                         | 0                    | 0                         | 9     | 0                        | 0                          | 0                     | 0                          |
| Geoffrey Castillion  | 7     | 2                            | 1                              | 0                         | 0                              | 2     | 0                       | 0                         | 0                    | 0                         | 9     | 2                        | 1                          | 0                     | 0                          |
| Cihat Çelik          | 1     | 0                            | 0                              | 0                         | 0                              | 0     | 0                       | 0                         | 0                    | 0                         | 1     | 0                        | 0                          | 0                     | 0                          |
| Pavel Čmovš          | 8     | 0                            | 3                              | 0                         | 0                              | 1     | 0                       | 0                         | 0                    | 0                         | 9     | 0                        | 3                          | 0                     | 0                          |
| Kevin Conboy         | 35    | 4                            | 6                              | 0                         | 0                              | 5     | 1                       | 0                         | 0                    | 0                         | 40    | 5                        | 6                          | 0                     | 0                          |
| Seydina Diarra       | 4     | 0                            | 0                              | 0                         | 0                              | 1     | 0                       | 0                         | 0                    | 0                         | 5     | 0                        | 0                          | 0                     | 0                          |
| Daan Disveld         | 1     | 0                            | 0                              | 0                         | 0                              | 1     | 0                       | 1                         | 0                    | 0                         | 2     | 0                        | 1                          | 0                     | 0                          |
| Rens van Eijden      | 31    | 3                            | 5                              | 2                         | 0                              | 5     | 0                       | 1                         | 0                    | 0                         | 36    | 3                        | 6                          | 2                     | 0                          |
| Navarone Foor        | 24    | 2                            | 1                              | 0                         | 0                              | 4     | 1                       | 1                         | 0                    | 0                         | 28    | 3                        | 2                          | 0                     | 0                          |
| Dennis Gentenaar     | 5     | 0                            | 0                              | 0                         | 0                              | 1     | 0                       | 0                         | 0                    | 0                         | 6     | 0                        | 0                          | 0                     | 0                          |
| Danzell Gravenberch  | 8     | 0                            | 1                              | 0                         | 0                              | 1     | 0                       | 0                         | 0                    | 0                         | 9     | 0                        | 1                          | 0                     | 0                          |
| Tobias Haitz         | 10    | 0                            | 2                              | 1                         | 0                              | 1     | 0                       | 1                         | 0                    | 0                         | 11    | 0                        | 3                          | 1                     | 0                          |
| Christoph Hemlein    | 31    | 4                            | 3                              | 1                         | 0                              | 5     | 3                       | 1                         | 0                    | 0                         | 36    | 7                        | 4                          | 1                     | 0                          |
| Michael Higdon       | 34    | 14                           | 6                              | 0                         | 0                              | 4     | 1                       | 0                         | 0                    | 0                         | 38    | 15                       | 6                          | 0                     | 0                          |
| Alireza Jahanbakhsh  | 29    | 5                            | 7                              | 0                         | 0                              | 4     | 1                       | 1                         | 0                    | 0                         | 33    | 6                        | 8                          | 0                     | 0                          |
| Jakob Jantscher      | 28    | 3                            | 3                              | 0                         | 0                              | 3     | 2                       | 1                         | 0                    | 0                         | 31    | 5                        | 4                          | 0                     | 0                          |
| Karl-Johan Johnsson  | 32    | 0                            | 0                              | 0                         | 0                              | 4     | 0                       | 0                         | 0                    | 0                         | 36    | 0                        | 0                          | 0                     | 0                          |
| Ryan Koolwijk        | 24    | 2                            | 4                              | 1                         | 1                              | 4     | 0                       | 0                         | 0                    | 0                         | 28    | 2                        | 4                          | 1                     | 1                          |
| Jeffrey Leiwakabessy | 22    | 0                            | 2                              | 0                         | 0                              | 3     | 0                       | 0                         | 0                    | 0                         | 25    | 0                        | 2                          | 0                     | 0                          |
| Youri Loen           | 2     | 0                            | 1                              | 0                         | 0                              | 0     | 0                       | 0                         | 0                    | 0                         | 2     | 0                        | 1                          | 0                     | 0                          |
| Hans Mulder          | 9     | 0                            | 1                              | 0                         | 0                              | 0     | 0                       | 0                         | 0                    | 0                         | 9     | 0                        | 1                          | 0                     | 0                          |
| Lasse Nielsen        | 13    | 1                            | 1                              | 0                         | 0                              | 1     | 0                       | 1                         | 0                    | 0                         | 14    | 1                        | 2                          | 0                     | 0                          |
| Victor Pálsson       | 25    | 2                            | 3                              | 0                         | 1                              | 2     | 0                       | 0                         | 0                    | 0                         | 27    | 2                        | 3                          | 0                     | 1                          |
| Søren Rieks          | 30    | 7                            | 5                              | 0                         | 0                              | 3     | 1                       | 2                         | 0                    | 0                         | 33    | 8                        | 7                          | 0                     | 0                          |
| Geert Arend Roorda   | 0     | 0                            | 0                              | 0                         | 0                              | 1     | 0                       | 0                         | 0                    | 0                         | 1     | 0                        | 0                          | 0                     | 0                          |
| Samuel Štefánik      | 18    | 2                            | 2                              | 0                         | 0                              | 4     | 1                       | 0                         | 0                    | 0                         | 22    | 3                        | 2                          | 0                     | 0                          |
| Marcel Stutter       | 10    | 0                            | 1                              | 0                         | 0                              | 2     | 0                       | 0                         | 0                    | 0                         | 12    | 0                        | 1                          | 0                     | 0                          |
| Jordy Tutuarima      | 2     | 0                            | 0                              | 0                         | 0                              | 0     | 0                       | 0                         | 0                    | 0                         | 2     | 0                        | 0                          | 0                     | 0                          |
| Marnick Vermijl      | 29    | 3                            | 1                              | 0                         | 0                              | 5     | 1                       | 1                         | 0                    | 0                         | 34    | 4                        | 2                          | 0                     | 0                          |
| Eigen Doel           | X     | 1                            | X                              | X                         | X                              | X     | 0                       | X                         | X                    | X                         | X     | 1                        | X                          | X                     | X                          |
| Totaal               | 36    | 55                           | 61                             | 5                         | 2                              | 5     | 12                      | 11                        | 0                    | 0                         | 41    | 67                       | 72                         | 5                     | 2                          |

ADO Den Haag ·
Ajax ·
AZ ·
SC Cambuur ·
Feyenoord ·
Go Ahead Eagles ·
FC Groningen ·
sc Heerenveen ·
Heracles Almelo ·
NAC Breda ·
N.E.C. ·
PEC Zwolle · 
PSV ·
RKC Waalwijk ·
Roda JC Kerkrade ·
FC Twente ·
FC Utrecht ·
Vitesse